# Andador para discapacidad
Un  andador  es un producto ortopédico diseñado para ancianos, personas con discapacidad o en rehabilitación, y en ocasiones para menores; quienes necesitan apoyo para sostener y mantener el equilibrio mientras caminan.

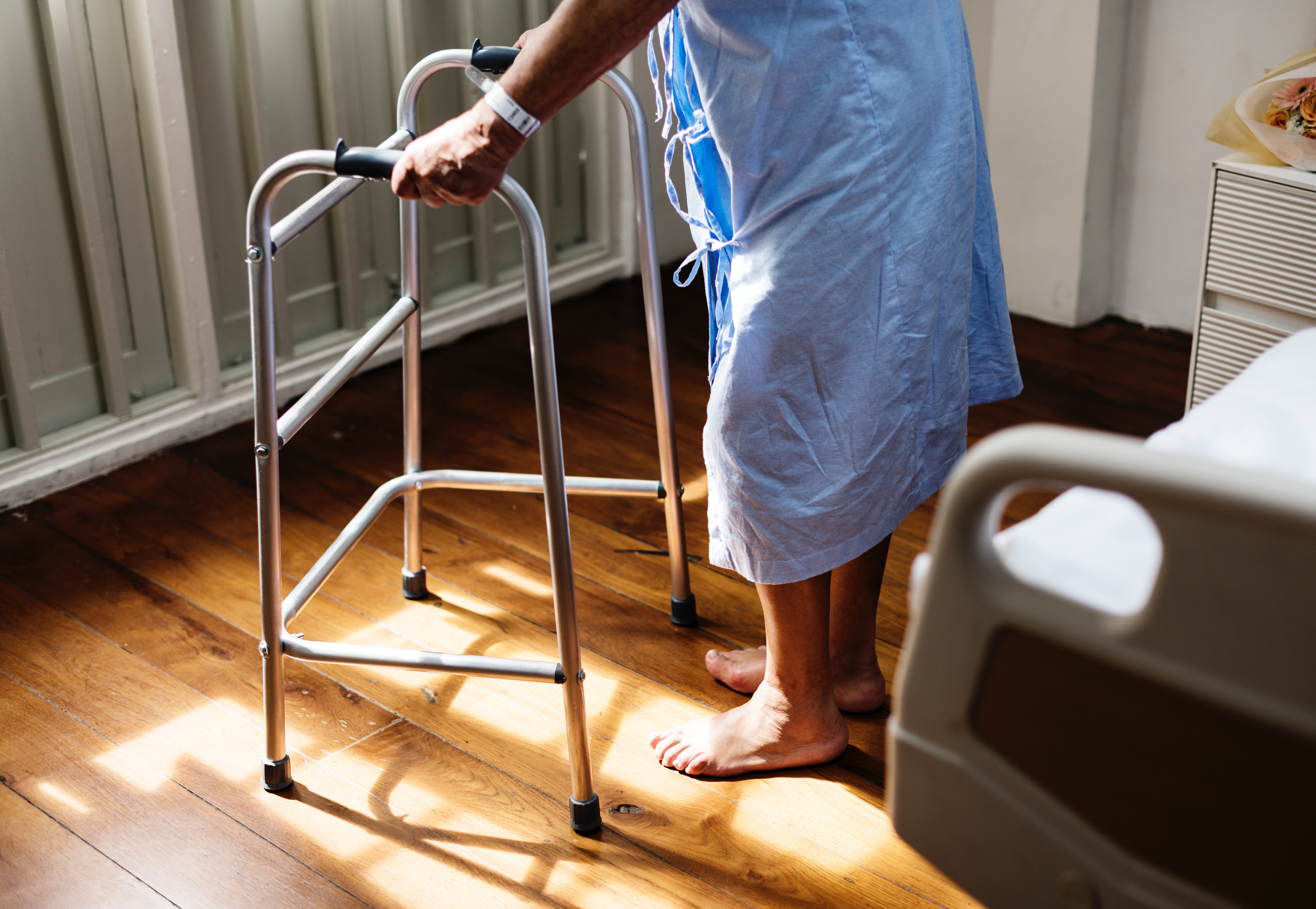
Andador.

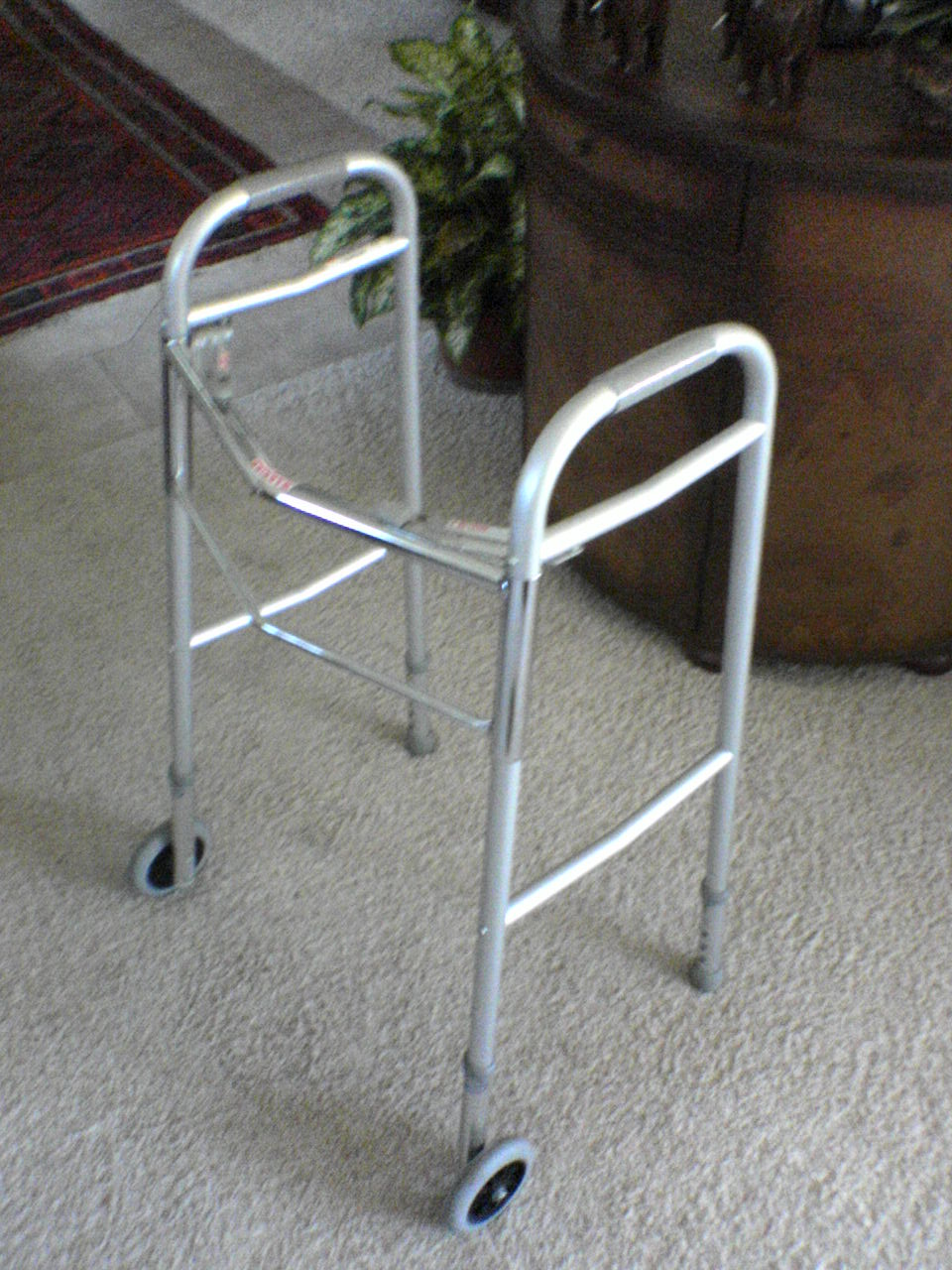
Andador con ruedas.

Sirve para asistir al caminar ya sea cuando una persona padece inconvenientes físicos en la espalda, caderas o piernas, necesitando apoyo adicional durante el desplazamiento ya que la persona presenta algún tipo de discapacidad para sostenerse de pie o para mantenerse estable. En general existen dos tipos de muletas, las axilares, sobre las que el cuerpo apoya principalmente en las axilas, y las de antebrazo o de tipo canadienses, en las que el peso del cuerpo se reparte entre muñecas y antebrazos.s extremidades inferiores.
Generalmente se hace uso de los andadores como solución para facilitar el caminar del individuo cuando los otros sistemas (bastones y muletas) son insuficientes para garantizar el equilibrio y no podrían evitar el caer en suelo.

## Variedades

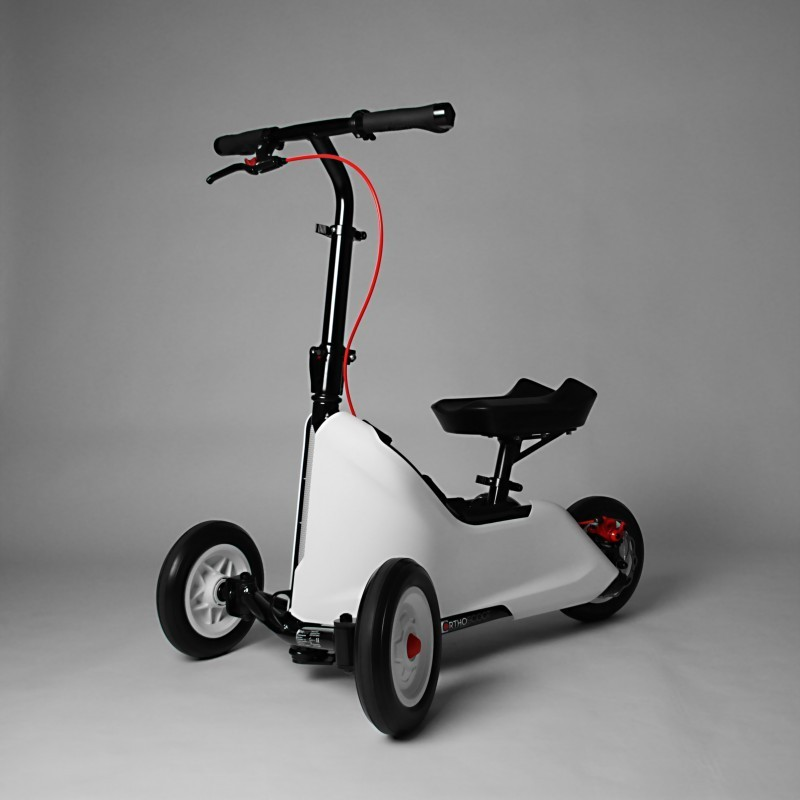
Andador Electrónico

En general, los andadores se dividen en anteriores y posteriores, dependiendo de donde se ubique el mismo respecto al usuario. Los andadores posteriores van detrás del usuario mientras camina, y les ayuda a mantenerse más erguidos, cuestión de especial importancia para determinadas lesiones. En cambio, en los andadores anteriores (uso más común), el usuario camina detrás del andador, debiendo en este caso empujarlo para desplazarse.
Dentro de los andadores anteriores, se pueden distinguir dos tipos. Los de apoyo lateral, donde el usuario se apoya en los laterales del andador, y los de apoyo horizontal, donde el apoyo se realiza sobre una barra paralela al suelo. Cada tipo de apoyo provoca una desviación angular diferente sobre muñecas y rotación de hombros; así, en el caso de apoyo lateral, la muñeca sufre un movimiento de aducción (desviación cubital) continuado.
.

El tamaño de algunos andadores puede ser ajustable (con ruedas o sin). Hay andadores específicamente diseñados para niños y también hay un tipo para perros con dos ruedas. El andador con ruedas para humanos se ideó en Suecia.

## Andador para perros
Este tipo de andador o silla de ruedas para perro ofrece apoyo y estabilidad, mientras les permite apoyarse parcialmente sobre las patas traseras y seguir utilizándolas (modelo Ortocanis). Es adecuado para los perros que tienen problemas de movilidad en sus patas traseras (o son inestables). Los ayuda a hacer ejercicio con dichas patas y a mantener la movilidad que les queda o, en algunos casos, contribuir a mejorarla.